# لارم (سوسن)
لارم یک روستا در ایران است که در دهستان سوسن شرقی واقع شده‌است. لارم ۲۰ نفر جمعیت دارد.